# Безмолвные роды
Безмолвные роды  — одна из псевдонаучных практик саентологии, разработанная американским писателем-фантастом Лафайетом Рональдом Хаббардом и применяемая саентологами. Согласно доктрине саентологии: «любые произнесённые слова записываются в реактивном уме и могут оказывать отрицательное воздействие на мать и ребёнка». С точки зрения саентологии, «безмолвные роды» призваны сделать физическое разделение с матерью менее болезненным для ребёнка. Саентология запрещает своим адептам принимать лекарства во время родов или делать кесарево сечение.

## Принцип
Принцип «безмолвных родов» заключается в том, что роды должны проходить в полной тишине.
Саентологи считают, что любые звуки, шумы и слова во время родов могут вызвать травму ребёнка и матери, что, в свою очередь, приведёт к образованию инграмм, которые будут иметь отрицательный эффект для ребёнка и матери. Саентологи также считают, что «безмолвные роды» помогают новорождённому в его духовном развитии.
«Безмолвные роды» являются обязательными для всех саентологов, о чём написано у Хаббарда: «Каждый должен научиться ничего не говорить в пределах слышимости будущей матери... В частности, во время родов необходимо сохранять абсолютное молчание и чем меньше звука тем лучше». 
Не было никаких попыток доказать это с медицинской или научной точки зрения, так как саентология утверждает, что «безмолвные роды»  являются религиозной и философской, а не медицинской практикой.

## Практика
В 2004 году саентологи Рэй и Луиза Спиринг обратились в федеральный суд с заявлением, что обязательный анализ крови у новорождённых в Небраске нарушает их право практиковать «безмолвные роды» и тем самым исповедовать свою религию. В иске семьи Спиринг было указано: «Следует приложить все усилия, чтобы ребёнок не подвергался воздействию громких звуков, разговоров, стресса или боли в течение первых семи дней жизни... Поскольку ребёнок переживает такую большую боль в процессе рождения, саентологи считают, что новорождённый ребёнок не должен подвергаться какой-либо дальнейшей боли или значительным сенсорным переживаниям».
«Безмолвные роды» стали объектом интереса СМИ, когда стало известно, что открытые саентологи актёр Том Круз и его жена Кэти Холмс ожидали ребёнка. Информация о том, что пара будет следовать практике «безмолвных родов» опровергалась до тех пор, пока не были сделаны фотографии больших плакатов, которые были доставлены в особняк пары с такими надписями, как: «Молчи и делай все физические движения медленно и понятно».
В это время в СМИ распространяли информацию, что саентологическая доктрина запрещает говорить с младенцем в течение первой недели его жизни. Представитель саентологов назвал это «выдумкой»: «Л. Рон Хаббард никогда не писал, что родители не должны разговаривать со своим ребёнком в течение семи дней после рождения».

## Критика
Патрисия Девайн, специалист по материнской и плодовой медицине, доктор медицины, руководитель отдела родов в Медицинском центре Колумбийского университета: «Нет абсолютно никаких научных доказательств того, что удаление [шума] во время родов будет иметь какое-либо влияние на ребёнка или мать».
Дамиан Алагия, доктор медицины, доцент кафедры акушерства и гинекологии в Медицинском центре Университета Джорджа Вашингтона: «Это [доказательства эффективности практики] может быть в саентологической литературе, но не в научной. Л. Рон Хаббард никогда не проводил время в медицинской школе, не изучал педиатрию или развитие новорождённых. Думать, что ребёнок, рождённый в тишине, будет чем-либо лучше, чем ребёнок рождённый, скажем, под песни Хэнка Уильямса просто абсурдно».